# Mohombi

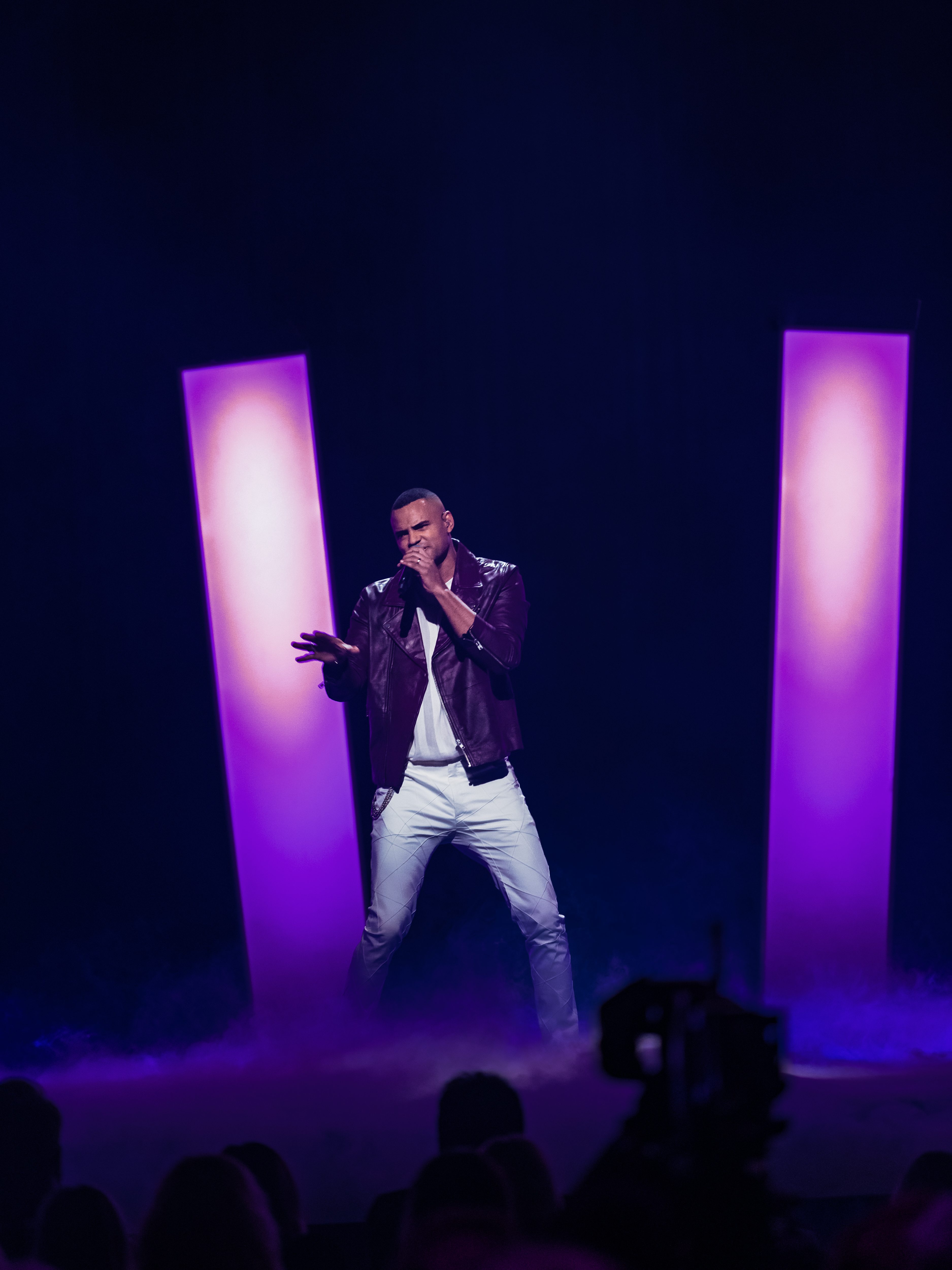
Mohombi under ett framträdande vid Melodifestivalen 2020.

Mohombi Nzasi Moupondo, även känd som Mohombi, född 17 oktober 1986, är en kongolesisk-svensk singer-songwriter och dansare.

## Biografi

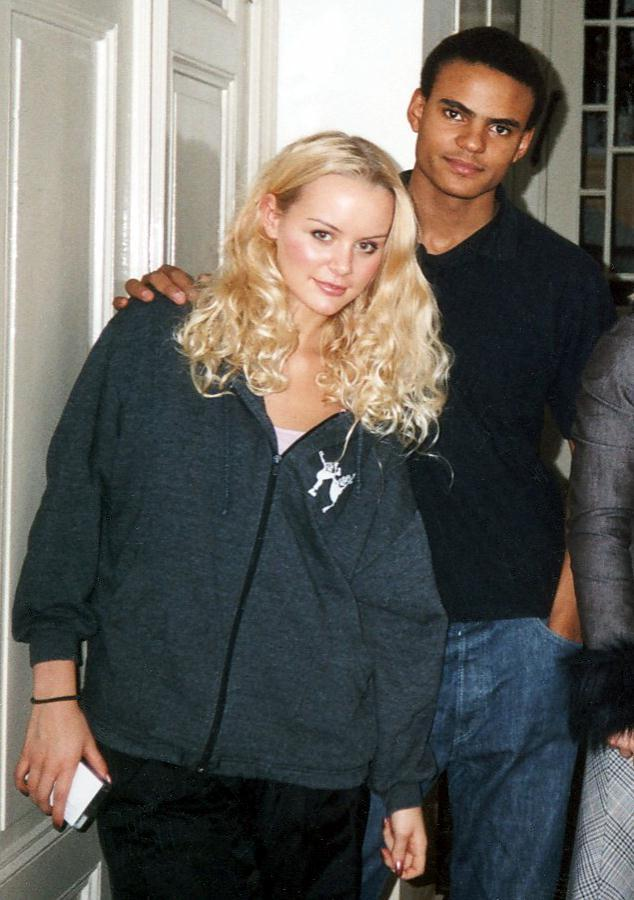
Mohombi med Helena Mattsson efter en repetition av Wild Side Story 2002.

Mohombi, vars far är kongolesisk och vars mor är svenska, växte upp tillsammans med 14 syskon i Stockholmsförorten Norsborg där han gick i Borgskolan och i Husby där han gick i Husbyskolan. Därefter gick Mohombi i Rytmusgymnasiet och scendebuterade i Wild Side Story. Mohombi talar svenska, franska, engelska, swahili,  lingala och spanska. Mohombi är RedOnes första signering hos 2101 Records/Universal och CherrytreeLa Clique Music.
Mohombi var tidigare med i musikgruppen Group Avalon med sin bror Djo Moupondo men slog som soloartist igenom  med låten Bumpy Ride varpå han gjorde TV-debut i Sverige på Sommarkrysset i TV4 21 augusti 2010. 2014 samarbetade Mohombi med Shaggy på titeln "I Need Your Love" med Costi och Faydee med en internationell turné.
2016 vann Mohombi en Grammy Award för sin medverkan i Pitbulls album Dale i kategorin: Best Latin Rock Urban or Alternative Album.
I 2017 samarbetade Mohombi med Arash på skivan "It Was".
2017 lanserade Mohombi #AfricaUnited, en plattform för afrikanska artister vars mål är att marknadsföra musik från kontinenten runt om i världen. Tillsammans med Diamond Platnumz, Franko, Lumino, spelar han vid öppningsceremonin för African Cup of Nations.
År 2018 är Mohombi ambassadör till FN:s organisation i FN:s världsmatprogram.
Mohombi deltog i Melodifestivalen 2019 med låten "Hello" i första deltävlingen där han tog sig till final och slutade på en femteplats.
Under 2020 deltog Mohombi i Melodifestivalen 2020, med låten "Winners". Den deltog i den tredje deltävlingen i Luleå och tog sig därifrån till final. Väl i finalen klev han ut som fjärde artisten i startfältet och kom där på tolfte och sista plats.
På den 8:e december 2022 tillkännagav Mohombi sin kandidatur till presidentvalet i Kongo-Kinshasa år 2023(en), som en oberoende kandidat. Mohombi (18 november 2024). ”Mohombi Moupondo - Candidat Independent |  Élections 2023 !”. https://twitter.com/Mohombi/status/1600855086103949312. 

## Utmärkelser och nomineringar

### Utmärkelser
- 2003: Kora Awards, den afrikanska motsvarigheten till Grammy Award for Best Group - Diaspora Europa / Karibien.
- Bästa konstnär / afrikansk grupp. KORA All African Music Award nominerad 2008/2009: 2009-2010.
- 2011: Grekiska Music Awards nomination för Bumpy Ride.
- 2011: MTV Europe Music Awards nominerad till årets bästa svenska sångare.
- 2011: nominerad till svenska Grammis for Bumpy Ride.
- 2015: Mohombi får ett Latin Italian Music Award för sitt deltagande i Pitbulls album DALE för årets bästa latinska rytmalbum.
- 2016: Mohombi får en Billboard Latin Music Award för sitt deltagande i Pitbulls album DALE för årets bästa latinska rytmalbum.
- 2016: Mohombi får ett Grammy Award för sitt deltagande på albumet DALE of Pitbull, I kategorin: Årets bästa album.
- 2017: Mohombi nominerad till Big Apple Music Awards i kategorin: Best African Act Awards.
- 2018: Mohombi nominerades för Daf Bama Music Awards i kategorin Best African Years Artist.
- 2018 nominerades Mohombi till Latin Grammy Awards för att vara en kompositör på albumet Vibras av J Balvin.
- 2019: Mohombi vinner ett pris i BMI Award 2019, i kategorin: Contemporary Latin Song of the Year för att vara en kompositör i titeln "Mi Gente" av J Balvin.
- 2020: Mohombi vinner en BMI-pris, i kategorin Årets samtida latinska låt, som kompositör på titeln Dinero av Jennifer Lopez.

## Diskografi

### Studioalbum
- 2011: MoveMeant.
- 2014: Universe.
- 2020: Rumba 2.0.

### Singlar
| År   | Titel                                    | Högsta positioner | Högsta positioner | Högsta positioner | Högsta positioner | Högsta positioner | Högsta positioner | Högsta positioner | Högsta positioner | Högsta positioner | Högsta positioner | Högsta positioner | Högsta positioner | Högsta positioner |
| År   | Titel                                    | BEL               | CZE               | DEN               | EU                | FRA               | NL                | NOR               | POL               | SLO               | SWE               | SWI               | UK                | CAN               |
| ---- | ---------------------------------------- | ----------------- | ----------------- | ----------------- | ----------------- | ----------------- | ----------------- | ----------------- | ----------------- | ----------------- | ----------------- | ----------------- | ----------------- | ----------------- |
| 2010 | "Bumpy Ride"                             | 7                 | 5                 | 8                 | 10                | 3                 | 1                 | 3                 | 4                 | 3                 | 6                 | 41                | —                 | 40                |
| 2010 | "Miss Me" (feat. Nelly)                  | 123               | —                 | —                 | —                 | 24                | —                 | —                 | 28                | —                 | —                 | —                 | 66                | —                 |
| 2010 | "Dirty Situation" (feat. Akon)           | 16                | —                 | —                 | —                 | 28                | 92                | —                 | 39                | —                 | 54                | —                 | —                 | —                 |
| 2010 | "Coconut tree" (feat. Nicole Scherzinger | 13                | —                 | —                 | —                 | 75                | 92                | 9                 | 39                | —                 | 8                 | —                 | —                 | —                 |
| 2011 | "Maraca"                                 | —                 | —                 | —                 | —                 | —                 | —                 | —                 | —                 | —                 | 14                | —                 | —                 | —                 |
| 2011 | "In Your Head"                           | —                 | —                 | —                 | —                 | —                 | —                 | —                 | —                 | —                 | —                 | —                 | —                 | —                 |
| 2019 | "Hello"                                  | —                 | —                 | —                 | —                 | —                 | —                 | —                 | —                 | —                 | —                 | —                 | —                 | —                 |

Som gästartist
- 2009: I love you.
- 2010: Do It, (Med Lazee).
- 2010: She Owns the Night, (Med Far East Movement).
- 2010: Bumpy Ride.
- 2010: Bumpy Ride (Remix), (Feat. Pitbull).
- 2010: Dirty Situation, (Med Akon).
- 2011: Coconut Tree, (Med Nicole Scherzinger).
- 2011: Hula Hoop, (Med Stella Mwangi).
- 2011: Suavemente (Suave/Kiss Me), (Med Nayer och Pitbull).
- 2012: In Your Head.
- 2012: Love 2 Party, (Med Celia).
- 2012: Addicted – DJ Assad, Craig David & Greg Parys.
- 2012: Crazy 4 U, (Med Karl Wolf).
- 2013: I found a way, (Med Werrason).
- 2013: Let her go (Passenger Remix).
- 2014: Movin, (Med Birdman, KMC, Caskey).
- 2014: I need your love,  (Med Shaggy, Faydee, Costi).
- 2015: Vive la vida, (Featuring Nicole Cherry).
- 2015: Te Quiero Mas (Habibi), (feat Shaggy, feat Don Omar, Faydee, Costi, Farruko).
- 2015: Hasta Que Salga El Sol, (DJ CHNO, Farruko).
- 2015: Baddest Girl In Town, (Med Pitbull, Wisin).
- 2016: Turn Me On, (Med DJ Politique).
- 2016: Let Me love You (Habibi), (Med DJ Rebel Och Shaggy).
- 2016: Picky (remix), (Med Joey Montana, Akon).
- 2016: Animals (Like An Animal), (feat. Lin C, Joey Montana, Mohombi).
- 2016: Balans, (Med Alexandra Stan).
- 2016: Infinity.
- 2016: Habibi, (Med Natalia Gordienko).
- 2016: Le temps passe, (Med DJ Assad, Dalvin).
- 2016: Legalize It, (Feat. Miami Rockets, Nicola Fasano, Noizy).
- 2016: Kiss Kiss, (Med DJ R'AN, Big Ali).
- 2017: La vie en rose, (Med DJ Antoine).
- 2017: We on Fire, (Med D.Kullus).
- 2017: Zonga Mama, (Med Fally Ipupa).
- 2017: Rockonolo (Remix), (Med Diamond Platnumz, Lumino[förtydliga], Franko[förtydliga]).
- 2017: Kiss Kiss remix, (Med Ardian Pujubi, DJ R'an, Big Ali).
- 2017: Se Fue, (Med Arash).
- 2018: Another Round, (Med Nicola Fasano & Alex Guesta, Pitbull).
- 2018: come closer, (Feat. Roberto).
- 2018: Balans (French Version), (Feat. Alexandra Stan).
- 2018: Mr Loverman.
- 2018: Mr Loverman (Emrah turken floorfilla remix).
- 2018: African Crew: La Magie, (Featuring Akuma, Hanane, Jaylann).
- 2018: Coconut Lover, (av Dogge Doggelito, med Anthony Sky).
- 2019: Claro que si, (Med Juan Magán, Yasiri, Hyenas).
- 2019: Claro Que Si (JOSE AM & LI4M Remix), (Avec Yasiris, Juan Magan, Hyenas).
- 2019: Hello.
- 2019: Hello (Remix), (Feat. Youssou N'Dour).
- 2019: Rail On (Papa Wemba Tribute).
- 2019: Hello (Carnival Brain Remix).
- 2019: Ndeko Yako.
- 2019: My Love.
- 2019: Tetema Remix, (Feat. Rayvanny, Pitbull, Jeon & Diamond Platnumz).
- 2019: I2I (Eye To Eye).
- 2020: Winners.
- 2020: Plus Fortes (Mama).
- 2020: The One (Feat. Klara Hammarström).
- 2020: Take Back Your Life, (Feat. Duguneh, Sha).
- 2020: Take Back Your Life (Crystal Rock & Marc Kiss Remix), (Feat. Duguneh, Crystal Rock, Sha, Marc Kiss).
- 2021: Just Like That, (Med. Mr P).
- 2021: SOS, (Med. Lumino, Yekima, Danyka, Majoos, J. Tshimankinda, Christmas, Alesh, Demba).
- 2021: Tayari, (Feat. Diamond Platnumz, Sergei Baka).
- 2023: Chocola, (Feat. Bayanni, Dawda).